# Lorenz Hiltner

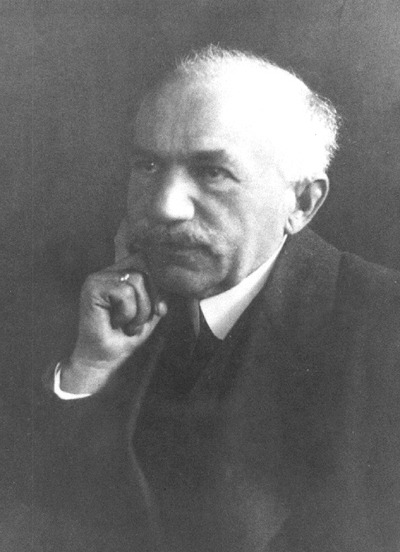
Lorenz Hiltner (1922)

Lorenz Hiltner (* 30. November 1862 in Neumarkt in der Oberpfalz; † 6. Juni 1923 in München) war ein deutscher Agrarwissenschaftler mit den Forschungsschwerpunkten Bodenbakteriologie, Saatgutforschung und Pflanzenschutz. Seit 1902 leitete er als Direktor die Königlich Bayerische Agrikulturbotanische Anstalt in München.

## Leben und Wirken
Lorenz Hiltner, Sohn eines Essigsieders und Gastwirts, besuchte die Gewerbeschule in Neumarkt und die Industrieschule Nürnberg. Ab 1880  studierte er an der Universität Erlangen (wo er auch Mitglied des Corps Bavaria war) Naturwissenschaften mit den Schwerpunkten Zoologie und Botanik. Aufgrund seiner herausragenden Leistungen erhielt er 1882 ein halbjähriges Stipendium an dem seinerzeit berühmten Zoologischen Institut in Neapel. 1885, nach Abschluss seines Universitätsstudiums, übernahm er eine wissenschaftliche Assistentenstelle an der "Pflanzenphysiologischen Versuchs- und Samenkontroll-Station" in Tharandt. Hier wandte er sich dem jungen Gebiet der Bodenbakteriologie zu. Gemeinsam mit Friedrich Nobbe, dem Leiter dieser Station, gelang ihm die "Impfung" von Leguminosen-Saatgut mit Reinkulturen von Knöllchenbakterien. Der von ihnen entwickelte Impfstoff "Nitragin" wurde 1896 patentiert.
Durch seine Forschungsarbeiten in Tharandt hatte sich Hiltner, der 1891 mit einer an der Universität Erlangen eingereichten phytopathologischen Dissertation zum Dr. phil. promoviert worden war, in Fachkreisen hohes Ansehen erworben. 1899 folgte er einem Ruf nach Berlin und übernahm als Regierungsrat die Leitung des Bakteriologischen Laboratoriums der Biologischen Abteilung des Kaiserlichen Gesundheitsamtes. Hier entstanden bis 1902 mehrere Arbeiten über die Wurzelknöllchen der Leguminosen und über die Bakterienflora im Ackerboden. Seine bedeutendste Veröffentlichung aus dieser Zeit ist eine Schrift über die Keimungsverhältnisse der Leguminosensamen und ihre Beeinflussung durch Organismenwirkung.
1902 übernahm Hiltner als Direktor die Leitung der neugegründeten Königlich Bayerischen Agrikulturbotanischen Anstalt in München (1917 umbenannt in Bayerische Landesanstalt für Pflanzenbau und Pflanzenschutz). Innerhalb weniger Jahre baute er diese Anstalt zu einer vorbildlich organisierten, effektiv arbeitenden Institution aus. Die Probleme der landwirtschaftlichen Praxis bestimmten fortan Hiltners vielseitige Forschungstätigkeit. Das in Tharandt entwickelte Impfverfahren für Leguminosen-Saatgut konnte er innerhalb kurzer Zeit entscheidend verbessern. Seine Anstalt war bis 1904 die einzige Stelle in der Welt, die "Impfbakterien" an die Landwirte abgab. Auf der Weltausstellung 1904 in St. Louis (Michigan/USA) wurden Hiltner und seine Agrikulturbotanische Anstalt mit einer Goldmedaille ausgezeichnet.
Von Hiltners Veröffentlichungen auf dem Gebiet der Bodenbakteriologie ist noch besonders hervorzuheben sein 1904 in den "Arbeiten der Deutschen Landwirtschafts-Gesellschaft" publizierter Vortrag "Über neuere Erfahrungen und Probleme auf dem Gebiet der Bodenbakteriologie unter besonderer Berücksichtigung der Gründüngung und Brache". In diesem Beitrag prägte er den Begriff "Rhizosphäre" als ein neues Fachwort für die Beschreibung des Einflussbereichs der lebenden Wurzeln im Boden.
Umfangreiche Forschungsarbeiten führte Hiltner auf dem Gebiet der Saatgutkontrolle durch. Für die Beurteilung des Gesundheitszustandes von Getreide-Saatgut entwickelte er eine "Triebkraft-Methode", über die er erstmals 1911 im "Bayerischen Landwirtschaftlichen Jahrbuch" berichtete. Unter der Bezeichnung "Hiltnersche Ziegelgrusmethode" wurde dieses Testverfahren über viele Jahrzehnte in der offiziellen Saatgutkontrolle angewendet. Zur Bekämpfung von Pilzkrankheiten bei Getreide führte Hiltner quecksilberhaltige Beizmittel ein und beschleunigte damit die Entwicklung einer Pflanzenschutzmittel-Industrie in Deutschland Mit großem Erfolg organisierte er einen Pflanzenschutzdienst in Bayern. Zu den Klassikern der Pflanzenschutz-Literatur gehört sein umfangreiches Buch "Pflanzenschutz nach Monaten geordnet " (1909, 2. Aufl. 1926).
Auch auf den Gebieten der Unkrautbekämpfung, der Pflanzenphänologie und der Düngerlehre war Hiltner forschend tätig und hat sowohl Wissenschaftler als auch Landwirte zu weiteren Versuchen angeregt. Ein besonderes Anliegen war für ihn die Verbesserung des Futterbaus in Bayern. 1912 richtete er an seiner Anstalt eine Futterbaustelle ein. In zwei Büchern (1917 und 1918) zeigte er vielfältige Möglichkeiten auf, die  Futtergewinnung und -verwertung einheimischer Wild- und Kulturpflanzen zu optimieren. Während des Ersten Weltkrieges beschäftigte er sich auch mit dem Anbau alternativer Nahrungspflanzen.
Hiltner hat stets Wege gefunden, die Ergebnisse seiner Forschungen der landwirtschaftlichen Praxis nutzbar zu machen. Das für diesen Zweck wichtigste Publikationsorgan war die von ihm von 1902 bis 1918 herausgegebene Zeitschrift "Praktische Blätter für Pflanzenbau und Pflanzenschutz" (Neue Folge seit 1923 unter dem Titel "Praktische Blätter der Bayerischen Landesanstalt für Pflanzenbau und Pflanzenschutz"). Seit 1908 hielt Hiltner als Honorarprofessor Vorlesungen über landwirtschaftliche Bakteriologie an der Technischen Hochschule München. Von 1906 bis zu seinem Tode war er Vorsitzender des Ausschusses für Saatgutprüfung im Verband landwirtschaftlicher Versuchs-Stationen im Deutschen Reich.
Lorenz Hiltner erschloss mit vielen seiner Ideen der Wissenschaft neue Arbeitsgebiete. Er gehört zu den herausragenden Persönlichkeiten in der Geschichte des Landbaus. Nach seinem Tode führte sein ältester Sohn Erhard Hiltner (1893–1934) die Forschungsarbeiten seines Vaters an dessen Münchener Arbeitsstätte erfolgreich weiter.
2006 benannte Michael Rothballer das Bakterium Herbaspirillum hiltneri nach Lorenz Hiltner.

## Wichtigste Publikationen
- Einige durch Botrytis cinerea erzeugte Krankheiten gärtnerischer und landwirthschaftlicher Culturpflanzen und deren Bekämpfung. Diss. phil. Univ. Erlangen 1891.
- Die Keimungsverhältnisse von Leguminosensamen und ihre Beeinflussung durch Organismenwirkung. Paul Parey und Julius Springer, Berlin 1902 = Arbeiten aus der Biologischen Abteilung für Land- und Forstwirtschaft am Kaiserlichen Gesundheitsamte Bd. 3, H. 1.
- Über neuere Erfahrungen und Probleme auf dem Gebiete der Bodenbakteriologie unter besonderer Berücksichtigung der Gründüngung und Brache. In: Arbeiten der Deutschen Landwirtschafts-Gesellschaft H. 98, 1904, S. 59–78 (Definition des Begriffs Rhizosphäre auf S. 69).
- Pflanzenschutz nach Monaten geordnet. Eine Anleitung für Landwirte, Gärtner, Obstbaumzüchter u. a. Verlag Eugen Ulmer 1909; 2. Aufl. neu herausgegeben von Eduard Hiltner, gemeinsam neubearbeitet mit K. Flachs und A. Pustet. Ebd. 1926.
- Über das schlechte Auflaufen und die Auswinterung des Getreides infolge Befalls des Saatgutes durch Fusarium. In: Landwirtschaftliches Jahrbuch für Bayern Jg. 1, 1911, S. 20–60 und 315–362 (erste Beschreibung des Triebkraft-Keimprüfung mit Ziegelmehl).
- Vermehrte Futtergewinnung aus der heimischen Pflanzenwelt. Teil 1: Die Gewinnung von Futter auf dem Ackerland. Teil 2: Wald, Heide und Moos als Futterquelle. Die Verwertung der Wasser- und Sumpfpflanzen. Futtergewinnung aus Gemüse-, Obst-, Wein- und Hopfengärten. Verlag Eugen Ulmer Stuttgart 1917 und 1918.